# Le Ritord
Le Ritord är en bergstopp i Schweiz.   Den ligger i distriktet Entremont och kantonen Valais, i den sydvästra delen av landet, 110 km söder om huvudstaden Bern. Toppen på Le Ritord är 3 557 meter över havet, eller 70 meter över den omgivande terrängen. Bredden vid basen är 0,16 km.
Terrängen runt Le Ritord är huvudsakligen mycket bergig. Närmaste större samhälle är Bagnes, 13,7 km norr om Le Ritord. 
Trakten runt Le Ritord består i huvudsak av gräsmarker. Runt Le Ritord är det ganska glesbefolkat, med 34 invånare per kvadratkilometer.